# Hayley Atwell
Pour les articles homonymes, voir Atwell.
Hayley Atwell est une actrice britanno-américaine, née le 5 avril 1982 à Londres, (Angleterre).
Elle est principalement connue pour son rôle de Peggy Carter qu'elle interprète depuis 2011 dans l'univers Marvel. Apparaissant pour la première fois en tant que second rôle important dans Captain America: First Avenger, son personnage fait de nombreuses apparitions dans la franchise, que ce soit le temps d'une brève apparition comme dans les films Captain America : Le Soldat de l'hiver, Avengers : L'Ère d'Ultron, Ant-Man et Avengers : Endgame, ou pour jouer les premiers rôles comme dans sa propre série. Par la suite, elle interprète Captain Carter, une variante du personnage, dans What If...? et Doctor Strange in the Multiverse of Madness.
Elle a également tenu des rôles notables dans des films et séries tels que Le Rêve de Cassandre, The Duchess et Les Piliers de la Terre.
Elle incarne Grace dans les deux derniers opus de la franchise Mission impossible aux côtés de Tom Cruise : Dead Reckoning (2023) et The Final Reckoning (2025).

## Biographie

### Jeunesse et formation
Hayley Elizabeth Atwell est née le 5 avril 1982 à Londres et a grandi à Ladbroke Grove. Fille unique d'Allison (née Cain), conférencière et de Grant Atwell, massothérapeute, photographe et chaman,,,,. Son père, américain de Kansas City, est d'ascendance anglaise, écossaise, irlandaise, allemande et possiblement amérindienne. Sa mère est britannique,,. Sa grand-mère maternelle est irlandaise. Les parents d'Hayley se sont rencontrés au milieu des années 1970 dans un séminaire à Londres sur l'ouvrage Comment se faire des amis lorsqu'ils travaillent comme conférencier de motivation. Elle est nommée d'après l’héroïne de sa mère, l'actrice Hayley Mills.
Hayley Atwell a la double nationalité britannique et américaine. Ses parents se séparent lorsqu'elle a deux ans. Elle vit alors avec sa mère en Angleterre dans une enclave bohème du quartier de Ladbroke Grove, à l'ouest de Londres, où elle est élevée,. Elle passe ses vacances scolaires à Kansas City chez son père, reparti aux États-Unis après le divorce. Tandis qu'elle rend visite à son père chaque été aux États-Unis, elle s'est rapprochée de sa mère et a décrit sa relation comme plus proche d'amis dans la veine d'Ab Fab que celle d'une mère et sa fille.
Elle fait sa scolarité à la Sion Manning Roman Catholic Girls' School de Londres, où cette période fut délicate, comme elle le confiera dans une interview, se dépeignant comme une « enfant ronde et introvertie », surnommée « Hayley Fatwell » par ses pairs et malmenée. Sa vie change lorsqu'elle intègre le London Oratory School pour son A-level,, où elle avoue qu'elle commençait « à attirer l'attention des garçons » grâce à sa poitrine, qu'elle considère comme un « grand cadeau ». C'est là-bas qu'elle découvre le rugby, canalisant une certaine agressivité physique non résolue qu'elle avait depuis l'école primaire, ce qui lui vaut le surnom de « Hulk Hayley », notamment en raison de l'habitude de lutter avec les garçons. On lui a offert d'entrer à l'université d'Oxford pour y étudier la théologie et la philosophie, mais elle n'a pas acquis les notes de niveau A requises. Elle dira plus tard à ce sujet: « Je pense que je l'ai saboté pour être honnête. Je me souviens après tout ce qui s'est passé et il était clair que je n'allais pas partir à Oxford, je me sentais libérée ».
Hayley Atwell a pris deux ans pour voyager avec son père et travailler pour un directeur de casting. Sa vocation d'actrice est venue après avoir vu Ralph Fiennes jouant Hamlet au Hackney Empire en 1995. Par la suite, elle est formée à la Guildhall School of Music and Drama, d'où elle s'est formée pendant trois ans et en est ressorti diplômée en 2005,. Parmi ses camarades figure Jodie Whittaker, qu'Atwell considère comme « une grande amie ». Elle a également rencontré le scénariste de télévision Gabriel Bisset-Smith, avec qui elle entrerait plus tard dans une relation à long terme.

### Carrière

#### Débuts et révélation (années 2000)

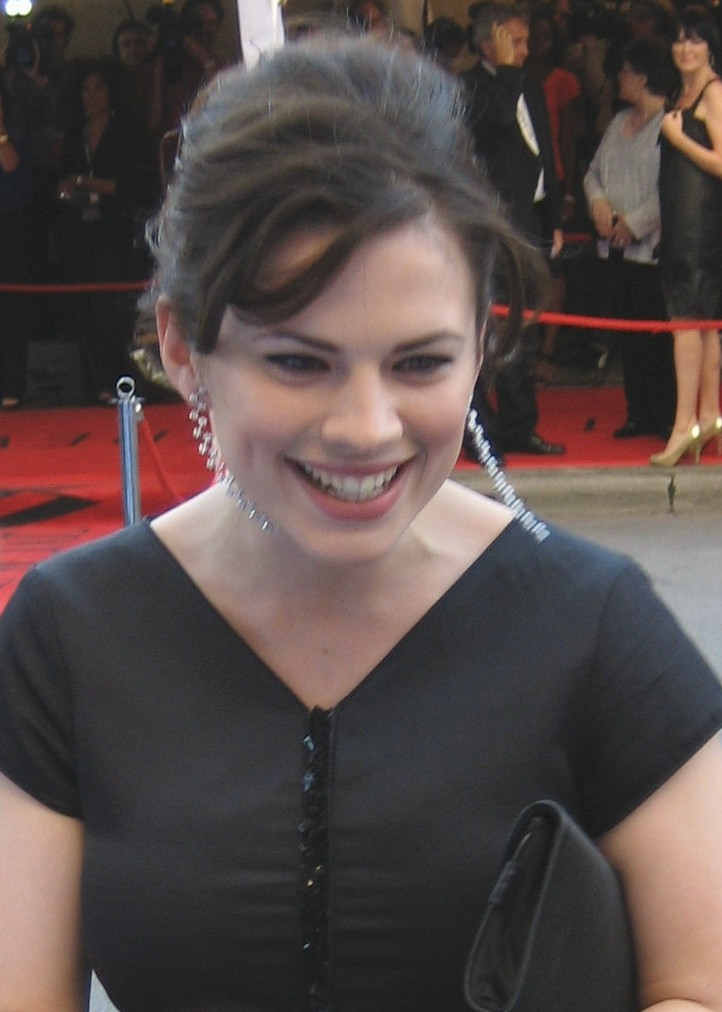
L'actrice à la première du Rêve de Cassandre au Festival international du film de Toronto 2007.

Un an avant de commencer ses études à Guildhall, le premier rôle à l'écran d'Atwell a été dans une publicité télévisée pour les chips Pringles,,, qui lui a permis de payer ses premiers cours de première année.
Elle obtient ses premiers rôles à la télévision en 2006 avec le téléfilm Coup de foudre royal, centré sur la relation du prince Charles et Camilla Parker Bowles dans les années 1970 à 1981, et la mini-série La Ligne de beauté, adapté du roman d'Alan Hollinghurst et diffusée sur la BBC. Elle incarne Cat Fedden, la fille maniaco-dépressive d'un député conservateur.
Après plusieurs téléfilms, elle obtient son premier rôle au cinéma dans Le Rêve de Cassandre de Woody Allen aux côtés d'Ewan McGregor et Colin Farrell, huit mois après avoir fini ses études. Dans ce long-métrage, elle incarne une ambitieuse comédienne de théâtre et petite amie du personnage de McGregor. Atwell jugera que son audition pour le rôle était « atroce ». Bien qu'Allen ait annoncé que la jeune actrice soit devenue sa nouvelle muse, ils n'ont jamais retourné ensemble depuis. Lors de sa sortie en 2007, Le Rêve de Cassandre rencontre un accueil critique mitigé, et n'est pas un véritable succès au box-office.
En 2008, elle apparait dans le drame historique The Duchess avec Keira Knightley et Ralph Fiennes où sa prestation de Lady Bess Foster, meilleure amie de Georgiana Cavendish (duchesse de Devonshire) et maîtresse de son mari, lui vaut une nomination au British Independent Film Awards dans la catégorie meilleur second rôle féminin. Elle partage également l'affiche avec Dominic Cooper, qu'elle retrouvera quelques années plus tard sur Captain America: First Avenger et Agent Carter. La même année, elle partage l'affiche avec Emma Thompson dans le drame Retour à Brideshead, adapté du roman d'Evelyn Waugh. Le long-métrage a fait parler car Thompson, ayant appris que les producteurs du film faisaient pression pour qu'Atwell, avec qui elle s'est liée d'amitié, perde quelques kilos avant le début du tournage, menaçant de quitter le film, car outrée par ce comportement, si la jeune actrice de 25 ans n'était pas autorisée à garder son tour de taille,. À défaut d'un succès au box-office, le film est globalement bien reçu par la critique.
Parallèlement à sa carrière cinématographique, elle joue sur les planches des pièces tels que L'Homme à la mode et la reprise londonienne de Vu du pont d'Arthur Miller, pour lequel elle fait ses débuts dans le West End et obtient une nomination aux Laurence Olivier Awards pour sa prestation. En 2009, sa prestation d'une volontaire de l'armée du salut dans la pièce Major Barbara lui permet d'obtenir une nomination aux Laurence Olivier Awards.
Pour la télévision, elle incarne 415 dans la mini-série Le Prisonnier, reboot de la série éponyme diffusée entre 1967 et 1968 diffusée en novembre 2009 sur AMC. Elle déclara plus tard que le show était une « blague », en raison d'un script réécrit tous les jours et que le tournage s'est transformé en congés payés pour les membres du casting après le renvoi du réalisateur. En 2010, elle prête ses traits à Aliena de Shiring dans la mini-série Les Piliers de la Terre, adaptation du roman homonyme de Ken Follett, pour lequel elle obtient une nomination au Golden Globe de la meilleure actrice dans une mini-série ou un téléfilm.

#### Progression à Hollywood (années 2010)

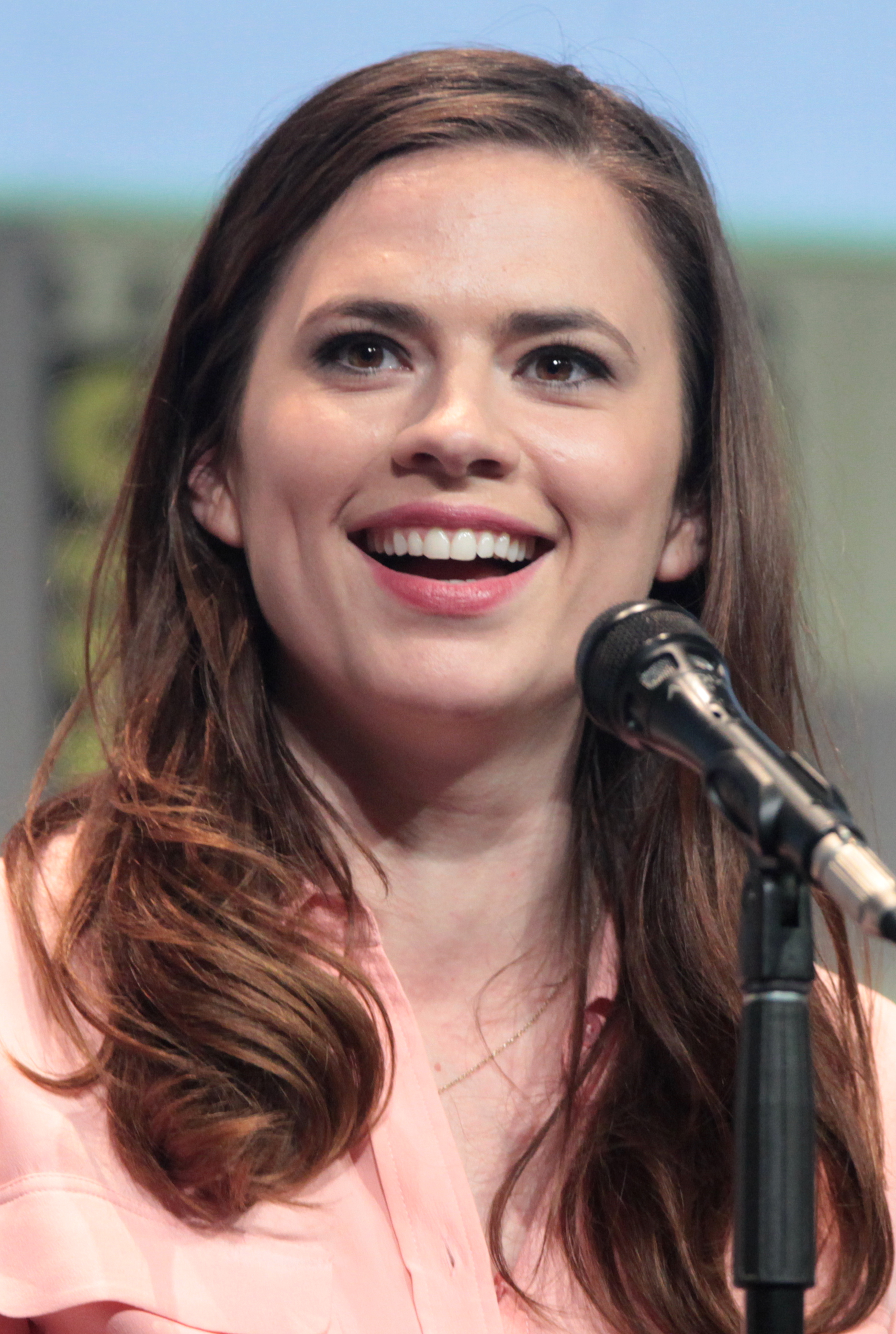
Hayley Atwell en 2015

En 2011, sa carrière prend un tournant lorsqu'elle incarne Peggy Carter dans Captain America: First Avenger, dans lequel elle partage la vedette avec Chris Evans, qui interprète le rôle-titre, et Tommy Lee Jones. Dans cette adaptation cinématographique du comic éponyme de Marvel, elle incarne l'agent Peggy Carter, officier britannique qui a co-fondé le SHIELD. Atwell s'est inspiré de Ginger Rogers pour ce personnage, dont elle dit qu'« elle peut faire tout ce que Captain America peut faire, mais à reculons et en talons hauts ». Pour se préparer physiquement, elle s'entraîne six heures par jour. Le film obtient un accueil critique favorable, et un succès commercial au box-office avec 370 millions de $ de recettes qui lui vaut de se faire connaître d'un large public. Le site Nextmovies l'a nommé comme l'une « des révélations à surveiller » en 2011. Elle reprend ce rôle également dans Captain America : Le soldat de l'hiver, Avengers : L'Ère d'Ultron et Ant-Man.
En 2012, elle joue un officier de police ayant une liaison avec un collègue de vingt-cinq ans son aîné dans The Sweeney, adaptation de la série télévisée britannique Regan. Avec son partenaire Ray Winstone, dont elle fait l'éloge pour son grand sens de l'humour, elle s'entraîne dans un stand de tir à Stoke Poges. Impressionnée par la première saison de la série Black Mirror, Hayley Atwell demande au créateur du programme, Charlie Brooker, de lui confier un rôle dans la deuxième saison. Brooker lui donnera un rôle de premier plan dans le premier épisode de la deuxième saison dans lequel une jeune femme pleure la mort de son petit ami, joué par Domhnall Gleeson, et qui apprend l'existence d'un service qui se sert de l'historique Internet des défunts pour simuler des conversations entre morts et vivants. En 2013, elle participe à la pièce de théâtre The Pride de Alexi Kaye Campbell, joué au Trafalgar Studios, sur le thème de l'homosexualité, traitant de relations parallèles dans les années 1950 à 2000. Atwell et son partenaire Matthew Horne se sont amusés durant leur temps libre à se faire des farces : Horne a enfilé un masque et une culotte à froufrous pour surprendre Atwell dans sa loge, tandis qu'elle a rempli le vestiaire d'Horne avec 4 000 balles en plastique multicolores.
Le 9 mai 2014, Marvel et ABC annoncent la série Marvel's Agent Carter, dont Hayley sera l’héroïne. Une deuxième saison a été annoncée en mai 2015. La série est annulée en 2016 au bout des deux saisons diffusées.
En 2012, l'actrice tourne dans le biopic consacré à Jimi Hendrix, Jimi: All Is by My Side, de John Ridley, aux côtés d'André 3000, du groupe OutKast. Elle joue le rôle de Kathy Etchingham, la petite amie du guitariste durant ses premières années à Londres. Le film obtient un accueil critique modéré, notamment en raison de l'absence de chansons clés d'Hendrix et a été un échec commercial. Il a également suscité la controverse auprès des amis du défunt chanteur, y compris Etchingham, qui a décrié le biopic comme un film largement fictif.
Entre 2014 et 2015, elle incarne la mère de Cendrillon dans le film homonyme et tourne le drame Mémoires de jeunesse, d'après le roman de Vera Brittain. Les deux films obtiennent un succès critique,.
En février 2016, après l'arrêt d'Agent Carter, l'actrice s'est engagée sur le pilote d'une nouvelle série judiciaire sur ABC intitulé Conviction. Mais le programme ne rencontre pas un accueil critique favorable et ABC a fait savoir que la série ne serait pas reconduite sur la chaîne au-delà des 13 épisodes commandés en raison d'audiences insuffisantes,.
Après l'arrêt de production, puis l'officialisation de l'annulation de Conviction en mai 2017, Hayley Atwell rebondit en signant pour faire partie du casting de l'adaptation télévisée du roman Howards End produite par BBC One et Starz et adapté par Kenneth Lonergan. En août 2017, elle rejoint le casting du film Disney en prise de vues réelles Jean-Christophe et Winnie d'après Winnie l'ourson, réalisé par Marc Forster et dans lequel elle partage l'affiche avec Ewan McGregor.
En septembre 2019, Christopher McQuarrie annonce sur son compte Instagram qu'Hayley Atwell a rejoint la distribution du film Mission impossible : Dead Reckoning, sorti en juillet 2023.

## Vie privée
Sept ans après avoir rencontré le scénariste de télévision Gabriel Bisset-Smith à la Guildhall School of Music and Drama, Atwell et lui ont commencé une relation à long terme. Dans une interview de décembre 2012, date à laquelle leur relation a pris fin, Atwell a exprimé le regret d'être aussi ouverte qu'elle l'était dans les interviews sur sa relation. Dans cette même interview, elle décrit leur histoire par ces mots : « Nous étions amis pendant sept ans avant de commencer une relation et maintenant nous sommes amis. Encore une fois. Je ne l'ai pas prévu, je ne suis pas vraiment une ex-petite amie ».
De 2014 à juillet 2015, l'actrice sort avec le musicien Evan Jones, rencontré lors d'un shooting avec le photographe Rankin,,.

## Théâtre
| Année | Titre                       | Titre original                                 | Auteur              | Date d'écriture | Théâtre                                         | Rôle               |
| ----- | --------------------------- | ---------------------------------------------- | ------------------- | --------------- | ----------------------------------------------- | ------------------ |
| 2005  | Prométhée enchaîné          | Prometheus Bound (Promêtheús desmốtês en grec) | Eschyle             | 430 av. J.-C.   | Sound Theatre                                   | Io/Force           |
| 2006  | Women Beware Women          | Women Beware Women                             | Thomas Middleton    | 1621            | Royal Shakespeare Company (Stratford-upon-Avon) | Bianca             |
| 2007  | L'Homme à la mode           | The Man of Mode                                | George Etherege     | 1676            | Royal National Theatre (Londres)                | Belinda            |
| 2008  | Major Barbara               | Major Barbara                                  | George Bernard Shaw | 1905            | Royal National Theatre (Londres)                | Barbara Undershaft |
| 2009  | Vu du pont                  | A View From a Bridge                           | Arthur Miller       | 1955            | Duke of York's Theatre (Londres)                | Catherine          |
| 2011  | The Faith Machine           | The Faith Machine                              | Alexi Kaye Campbell | 2011            | Royal Court Theatre                             | Sophie             |
| 2013  | The Pride (en)              | The Pride                                      | Alexi Kaye Campbell | 2008            | Trafalgar Studios                               | Sylvia             |
| 2018  | Dry Powder                  | Dry Powder                                     | Sarah Burgess       | 2016            | Hampstead Theater                               | Jenny              |
| 2018  | Mesure pour Mesure          | Measure for Measure                            | Shakespeare         | 1603            | Donmar Warehouse                                | Angelo / Isabella  |
| 2019  | Rosmersholm                 | Rosmersholm                                    | Henrik Ibsen        | 1886            | Duke of York's Theatre                          | Rebecca West       |
| 2025  | Beaucoup de Bruit pour Rien | Much Ado About Nothing                         | Shakespeare         | 1600            | Théâtre de Drury Lane                           | Beatrice           |

## Filmographie

### Cinéma

#### Longs métrages
- 2007 : Le Rêve de Cassandre (Cassandra's Dream) de Woody Allen : Angela Stark
- 2007 : How About You... (en) d'Anthony Byrne : Ellie Harris
- 2008 : Retour à Brideshead (Brideshead Revisited) de Julian Jarrold : Julia Flyte
- 2008 : The Duchess de Saul Dibb : Elizabeth « Beth » Foster
- 2011 : Captain America: First Avenger (Captain America: The First Avenger) de Joe Johnston : Peggy Carter
- 2012 : I, Anna (en) de Barnaby Southcombe : Emmy
- 2012 : The Sweeney, unité de choc (The Sweeney) de Nick Love : Nancy Lewis
- 2013 : Jimi: All Is by My Side de John Ridley : Kathy Etchingham
- 2014 : Captain America : Le Soldat de l'hiver (Captain America: The Winter Soldier) d'Anthony et Joe Russo : Peggy Carter
- 2014 : Mémoires de jeunesse (Testament Of Youth) de James Kent : Hope Milroy
- 2015 : Cendrillon (Cinderella) de Kenneth Branagh : la mère d'Ella
- 2015 : Avengers : L'Ère d'Ultron (Avengers: Age of Ultron) de Joss Whedon : Peggy Carter
- 2015 : Ant-Man de Peyton Reed : Peggy Carter
- 2018 : Jean-Christophe et Winnie (Christopher Robin) de Marc Forster : Evelyn Robin
- 2019 : Music of My Life (Blinded by the Light) de Gurinder Chadha : Mme Clay
- 2019 : Avengers: Endgame d'Anthony et Joe Russo : Peggy Carter
- 2021 : Pierre Lapin 2 : Panique en ville (Peter Rabbit 2: The Runaway) de Will Gluck : Mittens (voix)
- 2022 : Doctor Strange in the Multiverse of Madness de Sam Raimi : Peggy Carter / Captain Carter
- 2023 : Mission impossible : Dead Reckoning (Mission: Impossible – Dead Reckoning) de Christopher McQuarrie : Grace
- 2024 : Paddington au Pérou (Paddington in Peru) de Dougal Wilson : Madison
- 2025 : Mission: Impossible - The Final Reckoning de Christopher McQuarrie : Grace

#### Courts métrages
- 2009 : Love Hate de Blake et Dylan Ritson : Hate
- 2010 : Tomato Soup de Gabriel Bisset-Smith : une star de cinéma
- 2013 : Agent Carter (Marvel One-Shot: Agent Carter) de Louis D'Esposito : Peggy Carter
- 2016 : The Complete Walk: Cymbeline de Sam Yates : Imogen
- 2017 : Chicken/Egg de James D'Arcy : Lauren

### Télévision

#### Téléfilms
- 2005 : Coup de foudre royal (Whatever Love Means) de David Blair : Sabrina Guinness[note 1]
- 2006 : Fear of Fanny de Coky Giedroyc : Jane
- 2006 : Les aventures de Sally Lockhart : La Malédiction du rubis (The Ruby in the Smoke) de Brian Percival : Rosa Garland
- 2007 : Mansfield Park d'Iain B. MacDonald : Mary Crawford
- 2007 : Les aventures de Sally Lockhart : Le Mystère de l'étoile polaire (The Shadow in the North) de John Alexander : Rosa Garland
- 2012 : La Vie aux aguets (Restless) d'Edward Hall : Eva Delectorskaya
- 2016 : Return of the Spider Monkeys de Michael J. Sanderson : la narratrice (documentaire - voix)

#### Séries télévisées
- 2006 : La Ligne de beauté (The Line of Beauty) : Catherine « Cat » Fedden
- 2009 : Le Prisonnier (The Prisoner) : Lucy / 4-15 (5 épisodes)
- 2010 : Les Piliers de la Terre (The Pillars of the Earth) : Aliena
- 2010 : Any Human Heart : Freya Deverell
- 2012 : Falcón : Consuelo Jiménez
- 2012 : Presents Playhouse Presents (en) : la banquière (saison 1, épisode 9)
- 2013 : Black Mirror : Martha (saison 2, épisode 1)
- 2013 : Life of Crime : Denise Woods
- 2014 : Marvel : Les Agents du SHIELD (Marvel's Agents of SHIELD) : Peggy Carter (saison 2, épisodes 1 et 8)
- 2015-2016 : Agent Carter : Peggy Carter
- 2016-2017 : Conviction : Hayes Morrison
- 2017 : Howards End : Margaret Schlegel
- 2018 : Une si longue histoire (en) (The Long Song) : Caroline Mortimer
- 2019 : Criminal : Royaume-Uni (en) (Criminal: UK) : Stacey Doyle (saison 1, épisode 2)
- 2024 : Heartstopper : Diane (saison 3)

#### Séries d'animation
- 2017-2019 : Avengers Rassemblement (Avengers Assemble) : Peggy Carter (voix - 2 épisodes)
- 2018-2019 : Le Trio venu d'ailleurs : Les Contes d'Arcadia (3Below: Tales of Arcadia) : Zadra (voix - rôle récurrent, 17 épisodes)
- 2021-2023 : What If...? : Peggy Carter / Captain Carter (voix - saison 1, épisodes 1 et 9, saison 2 épisodes 2, 8 et 9)
- 2024 : Tomb Raider : La Légende de Lara Croft (Tomb Raider: The Legend of Lara Croft) : Lara Croft (voix)

### Jeux vidéo
- 2011 : Captain America : Super Soldat (Captain America: Super Soldier) : Peggy Carter (voix originale)
- 2016 : Lego Marvel's Avengers : Peggy Carter (voix originale)

## Distinctions
Sauf indication contraire, les informations mentionnées dans cette section peuvent être confirmées par la base de données cinématographiques IMDb,  présente dans la section « Liens externes ».
- 2007 : Nomination au Nymphe d'or de la meilleure actrice pour un téléfilm pour Fear of Fanny[21]
- 2008 : Nomination au British Independent Film Award de la meilleure actrice dans un second rôle pour The Duchess[21]
- 2009 : Nomination à l'Empire Award de la nouvelle venue[21]
- 2009 : Nomination à l'ALFS Award de la meilleure actrice britannique pour The Duchess[21]
- 2011 : Nomination au Golden Globe de la meilleure actrice dans une mini-série ou un téléfilm pour Les Piliers de la Terre[21]
- 2011 : Nomination à l'OFTA Television Award de la meilleure actrice dans une mini-série ou un téléfilm pour Les Piliers de la Terre[21]
- 2011 : Nomination au Scream Award de la meilleure actrice dans un film de science-fiction pour Captain America: First Avenger[21]
- 2011 : Nomination au Scream Award de la meilleure percée féminine pour Captain America: First Avenger[21]
- 2015 : Nomination au Saturn Award de la meilleure actrice de télévision pour Agent Carter[21]

## Voix francophones
En France, Hayley Atwell a été doublée par plusieurs comédiennes à ses débuts. Ainsi, elle est doublée par Caroline Victoria dans The Ruby in the Smoke (en), Ariane Deviègue dans Mansfield Park , Alexandra Ansidei dans Le Rêve de Cassandre, Lucile Boulanger dans Le Prisonnier et Laura Blanc dans Any Human Heart (en).
Depuis le début des années 2010, elle est doublée en alternance par France Renard et Ariane Aggiage. La première la double dans les œuvres du MCU ainsi que dans Cendrillon, Retour à Howards End et Music of My Life tandis que la seconde est sa voix dans Les Piliers de la Terre, Black Mirror, Jimi: All Is by My Side et Criminal : UK. En parallèle, elle est doublée par Valérie Siclay dans La Vie aux aguets, Léovanie Raud dans Conviction et Sandra Valentin dans Jean-Christophe et Winnie.
Au Québec, elle est régulièrement doublée par Catherine Proulx-Lemay qui est sa voix dans le MCU et dans le film Jean-Christophe et Winnie. Elle est également doublée par Nadia Paradis dans The Duchess et Éveline Gélinas dans Cendrilllon.